# Estação Invernada
Estação Invernada é uma escola de samba da cidade de São Paulo.
Fundada em março de 1995 por três amigos do bairro de Vila Aurora, zona norte da capital, a escola homenageia uma das estações do antigo Tramway da Cantareira.

## História
No Bairro de Vila Aurora, situado na Zona Norte de São Paulo, havia duas entidades; Associação Amigos e Associação Feminina, então alguns amigos resolveram entrar na luta social e resgatar o lado cultural da região. Para os sambistas do Bairro, desfilar em Escola de Samba significava deslocar-se alguns quilômetros.
Marcaram uma reunião no Colégio Carlos de Laet. Com o apoio de imediato da comunidade, o sonho tornou-se realidade.
O seu nome foi uma sugestão dada por Alexandre Machado, por ficar localizada próxima a Estação Invernada de Trem. Suas cores eram o Vermelho, Azul e Branco, porém em 1999 foi acrescentado o Preto.

## Segmentos

### Presidentes
| Nome           | Mandato | Ref.  |
| -------------- | ------- | ----- |
| Luciano Simões | 2019    | [ 1 ] |

### Diretores
| Ano  | Diretor de Carnaval | Diretor geral de harmonia | Mestre de bateria | Ref.  |
| ---- | ------------------- | ------------------------- | ----------------- | ----- |
| 2019 | Rogélio Alves       | Roberto vagareza          | Mestre Chico Belo | [ 2 ] |

### Casal de Mestre-sala e Porta-bandeira
| Ano  | Nome                           | Ref.  |
| ---- | ------------------------------ | ----- |
| 2014 | Fabiano Dourado e Jéssica Gioz | [ 1 ] |
| 2015 | Fabiano Dourado e Miriam Acedo | [ 2 ] |
| 2016 | Fabiano Dourado e Miriam Acedo |       |
| 2017 | Fabiano Dourado e Aline Guedes |       |
| 2018 | Fabiano Dourado e Aline Guedes |       |
| 2019 | Anderson Guedes e Aline Guedes |       |

### Rainhas de Bateria
| Anos | Rainha de bateria | Ref. |
| ---- | ----------------- | ---- |
| 2012 | Elaine Poderosa   |      |
| 2019 | Nana              |      |

## Carnavais
| Ano  | Colocação | Grupo | Enredo | Carnavalesco | Intérprete | Ref.         |
| ---- | --- | --- | --- | --- | --- | ------------ |
| 1997 | 3° lugar | Seleção A | Do Trilho á Passarela                                                                                                  | Rogelio Alves | Teresinha Colto | [ 1 ]        |
| 1998 | 5° lugar | 3-UESP | No Reino da Alegria e Ilusões                                                                                          | Rogelio Alves | Marcos Zoio |              |
| 1999 | Campeã | 3-UESP | Luís Gonzaga , O Rei do Baião                                                                                          | Rogelio Alves | Marcos Zoio |              |
| 2000 | 7° Lugar | 2-UESP | 70 Anos de Vai-Vai | Rogélio Alves | Marquinhos |              |
| 2001 | Vice-Campeã | 2-UESP | Basta! | Rogélio Alves | Pipoca |              |
| 2002 | 9° lugar | 1-UESP | Estação Invernada ,Ao Vivo e a Cores                                                                                   | Comissão de Carnaval                                                                                                   | Pê |              |
| 2003 | 12º lugar | 2-UESP | Ilha de Itaparica, Beleza e Esplendor na Terra de São Salvador                                                         | Rogélio Alves | Rodrigo Inspiração, Nenê, Anderson e André                                                                             |              |
| 2004 | Campeã | 3-UESP | São Paulo nos Trilhos da Estrada de Aço é um Eldorado de Encantos                                                      | | |              |
| 2005 | 8º lugar | 2-UESP | Da África ao Novo Mundo - Ogum o Rei de Irê                                                                            | Delmo de Moraes | Perninha, Emerson, Dani e Rodrigo Inspiração                                                                           |              |
| 2006 | 11º lugar | 2-UESP | Os Sete Pecados Capitais na Tentação do Carnaval Cuidado Para não Pecar Demais                                         | Delmo Morais | |              |
| 2007 | Vice-Campeã | 3-UESP | Carnajunina. Na Invernada Isto Deu Certo                                                                               | Delmo Morais | |              |
| 2008 | 8º lugar | 2-UESP | Pela Raça Lutou, Na Raça Superou e Com a Raça Conquistou                                                               | Tomaz | Celsinho |              |
| 2009 | 3º lugar | 2-UESP | Amazônia - Patrimônio do Brasil                                                                                        | | |              |
| 2010 | 7º lugar | 2-UESP | Batam Palmas, O Circo Chegou                                                                                           | Eduardo Felix | |              |
| 2011 | 12º lugar | 2-UESP | Lutar sempre, vencer talvez e desistir jamais                                                                          | | |              |
| 2012 | 12º lugar | 3-UESP | S.O.S Planeta Terra, a mãe natureza clama vida                                                                         | | Fabiano Brandão |              |
| 2013 | 10º lugar | 3-UESP | Nos passos cadenciados da alegria, sou Invernada dançando nesta folia. Vem dançar com meu samba                        | Rogélio Alves | |              |
| 2014 | 9º lugar | 3-UESP | Educação - o alicerce do futuro da nação Compositor:Anderson Carlos                                                    | Danilo Deodato | | [ 1 ]        |
| 2015 | 7º lugar | 3-UESP | No mar de aromas e cores irei mergulhar, a feira 100 anos vai comemorar Compositor: Joãozinho Pdm                      | Daniel Junior | Mario Roberto | [ 2 ]        |
| 2016 | 5º lugar | 3-UESP | O destino é feito de estações, mas somos nós que determinamos a Invernada de nossa vida                                | | | [ 3 ]        |
| 2017 | 11º lugar | 3-UESP | Aproveite o máximo de vossa viagem, pois, o regresso é certo, e o trem da vida partirá a qualquer momento              | | |              |
| 2018 | 9º lugar | 4-UESP | Eu quero cair na folia                                                                                                 | Herminia Paiva | Fabiano Brandão | [ 4 ]        |
| 2019 | 5º Lugar | 4-UESP | Da Mistura de Três Raças Surge a Pele                                                                                  | Rogélio Alves | | [ 5 ] [ 6 ]  |
| 2020 | 8º Lugar | Acesso 2 de Bairros | Xangô – Senhor da Justiça!                                                                                             | Rogélio Alves | | [ 7 ]        |
| 2021 | Inicialmente adiados para o mês de julho, os desfiles do Carnaval 2021 foram cancelados devido a pandemia de Covid-19. | Inicialmente adiados para o mês de julho, os desfiles do Carnaval 2021 foram cancelados devido a pandemia de Covid-19. | Inicialmente adiados para o mês de julho, os desfiles do Carnaval 2021 foram cancelados devido a pandemia de Covid-19. | Inicialmente adiados para o mês de julho, os desfiles do Carnaval 2021 foram cancelados devido a pandemia de Covid-19. | Inicialmente adiados para o mês de julho, os desfiles do Carnaval 2021 foram cancelados devido a pandemia de Covid-19. | [ 8 ]        |
| 2022 | 6º Lugar | Acesso 2 de Bairros | Luiz Gonzaga, o Rei do Baião                                                                                           | Rogélio Alves | | [ 9 ] [ 10 ] |
| 2023 | 9º Lugar | Acesso 2 de Bairros | | | | [ 11 ]       |
| 2024 | 7º Lugar | Acesso 3 de Bairros | Reino de Drácula na Festa do Momo                                                                                      | | Ronaldo Lima | [ 12 ]       |